# Казоха
Казоха (Кизаха, Козоха, Казуха) — река в России, протекает по Кинешемскому району Ивановской области. Устье реки находится в 2437 км от устья Волги, впадая по правому берегу в Горьковское водохранилище в Кинешме.
Длина реки составляет 9,1 км, водосборная площадь — 36,5 км².
Исторически в устье реки находилась удобная пристань.

## Данные водного реестра
По данным государственного водного реестра России относится к Верхневолжскому бассейновому округу, водохозяйственный участок реки — Волга от города Кострома до Горьковского гидроузла (Горьковское водохранилище), без реки Унжа, речной подбассейн реки — Волга ниже Рыбинского водохранилища до впадения Оки. Речной бассейн реки — (Верхняя) Волга до Куйбышевского водохранилища (без бассейна Оки).
Код объекта в государственном водном реестре — 08010300412110000013575.